# 浜田浦駅
浜田浦駅（はまたうらえき）は、北海道（胆振総合振興局）勇払郡むかわ町田浦にあった北海道旅客鉄道（JR北海道）日高本線の駅 (廃駅) である。事務管理コードは▲132203。

## 歴史
営業末期は一部の列車は当駅を通過し、1日あたり上下合わせて12本の列車が停車していた。

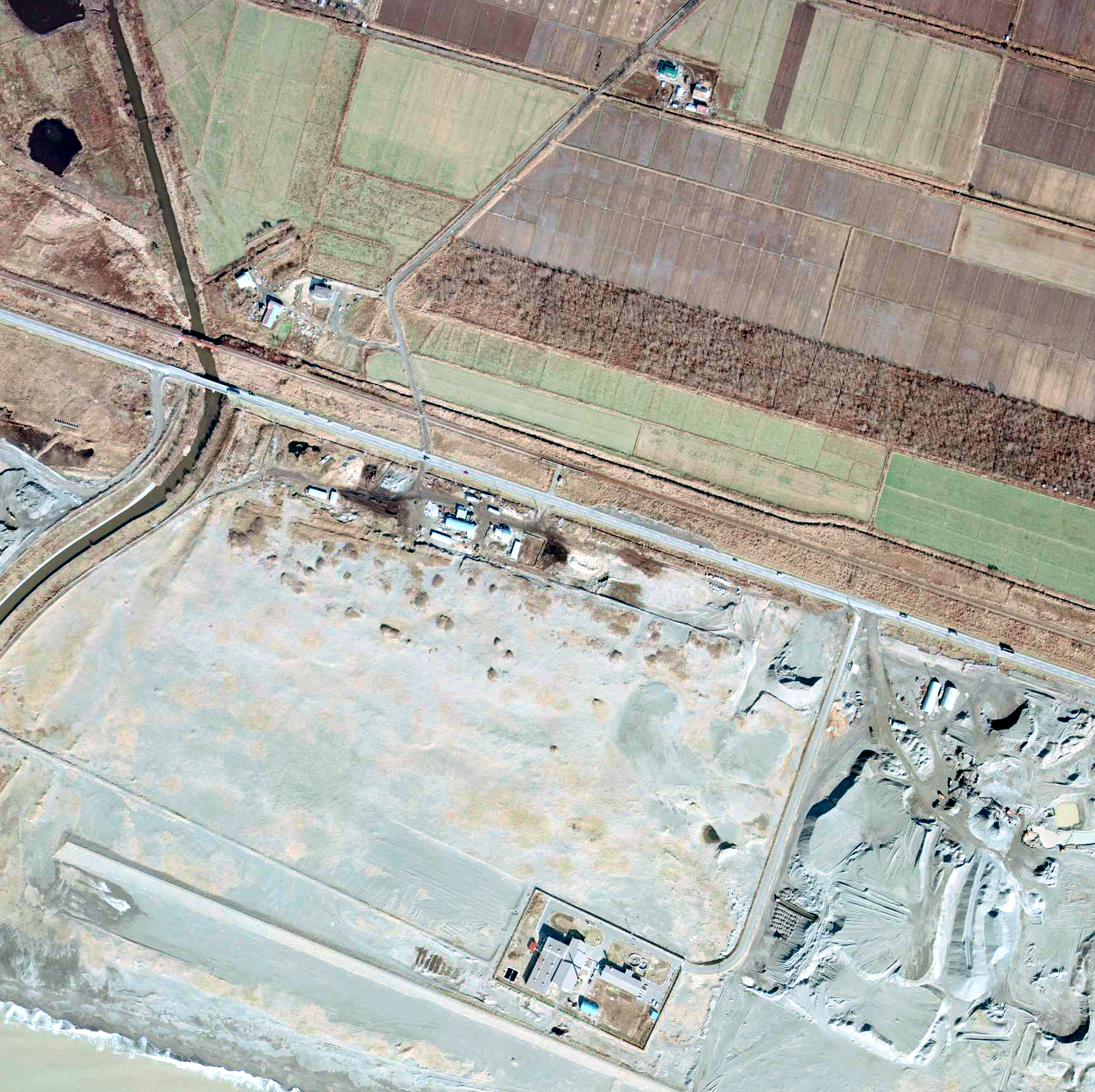
1975年の浜田浦駅と周囲約1キロメートル範囲。右が静内方面。

### 年表
- 1959年（昭和34年）12月18日：日本国有鉄道の駅として開業[1]。旅客のみ取扱い[1][4]。
- 1972年（昭和47年）10月：苫小牧東部大規模工業基地開発に伴う、掘り込み水路新設に支障するため、北海道知事から国鉄北海道総局に日高本線の付け替え要請。これにより検討された付け替え路線の案では沼ノ端駅を経由して現在の国道235号と並行しながら大きく北に迂回し、浜厚真駅の先で現在線と合流して当駅に至るものが検討されていたが[5]、苫東地区の開発縮小により未成に終わった。
- 1987年（昭和62年）4月1日：国鉄分割民営化によりJR北海道に継承[1]。
- 2021年（令和3年）7月：JR北海道からむかわ町に対し、当駅を廃止する意向が通知される[3]。
- 2022年（令和4年）6月：同月から翌7月にかけて行われた住民説明会において、当駅を廃止することで住民側と合意[3]。
- 2023年（令和5年）3月18日：利用客減少に伴い、同日のダイヤ改正に併せ廃止[JR北 1]。

### 駅名の由来
田浦地区の海岸寄りにあるため「浜」を冠した。
田浦の地名は、1943年（昭和18年）11月15日施行の大字廃止・字名整理改正に伴って成立したもので、由来は「本地ハ平坦ニシテ全地水田ナリ太平洋ニ面シ居ルヲ以テ田浦ト称シタリ」と説明があるように和名である。

## 駅構造
単式ホーム1面1線を有する地上駅であった。ホームは線路の南西側（鵡川方面に向かって右手側）に存在していた。転轍機を持たない棒線駅となっていた。
開業時からの無人駅であり（苫小牧駅管理）駅舎は無かったが、ホームから少し離れた位置にコンクリートブロック造りの小さな待合所を有していた。

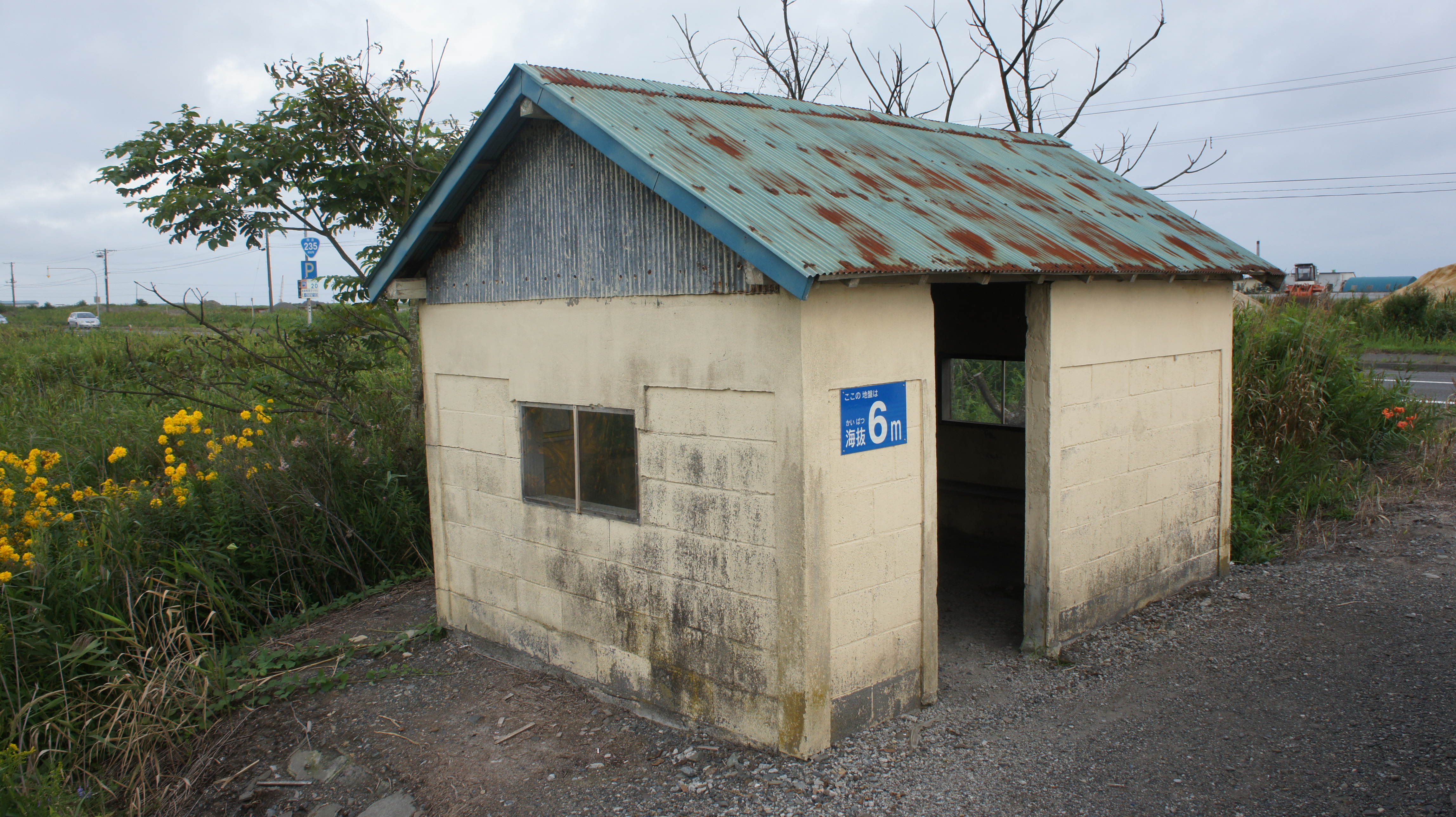
待合所（2017年8月）
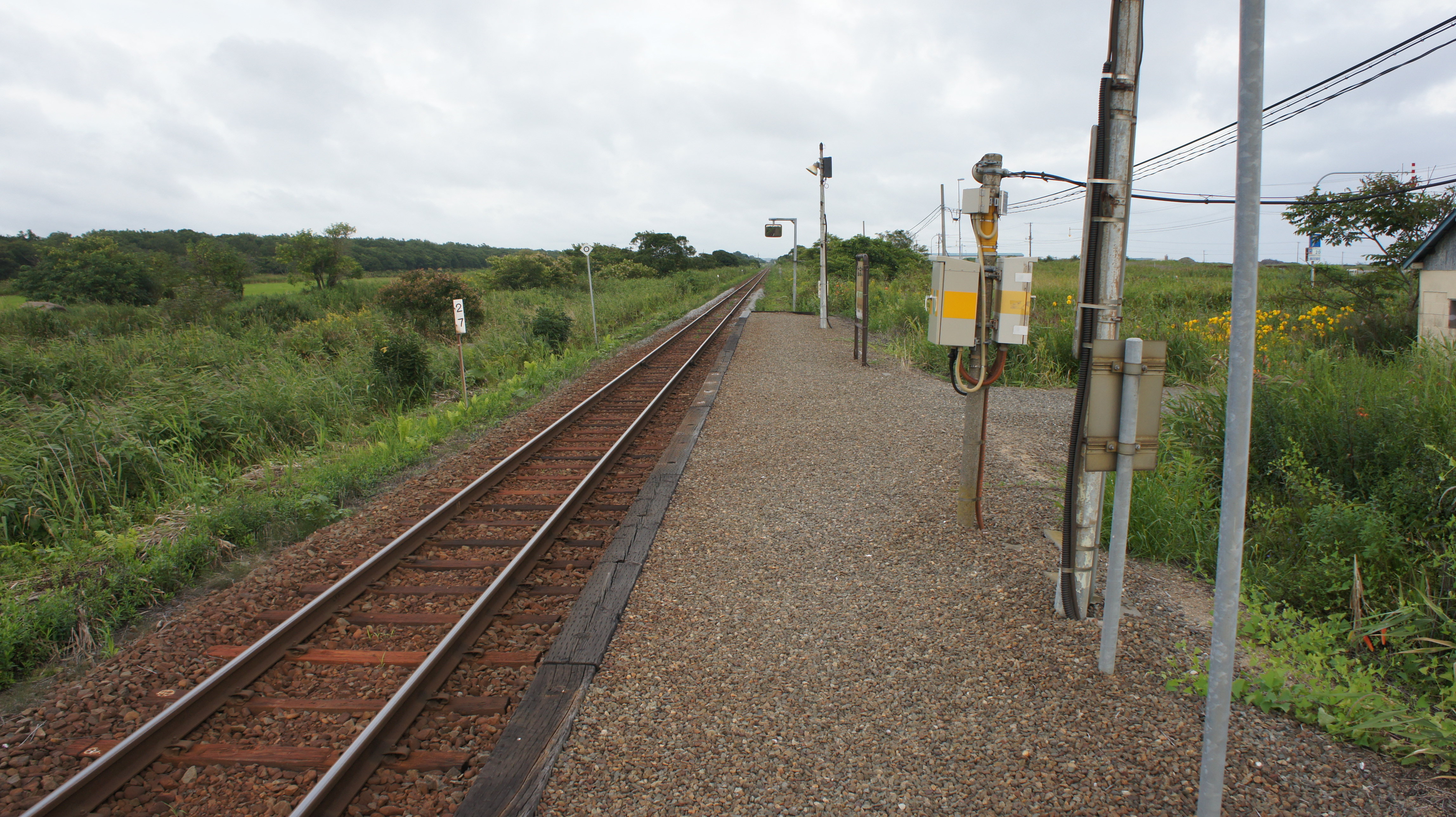
ホーム（2017年8月）
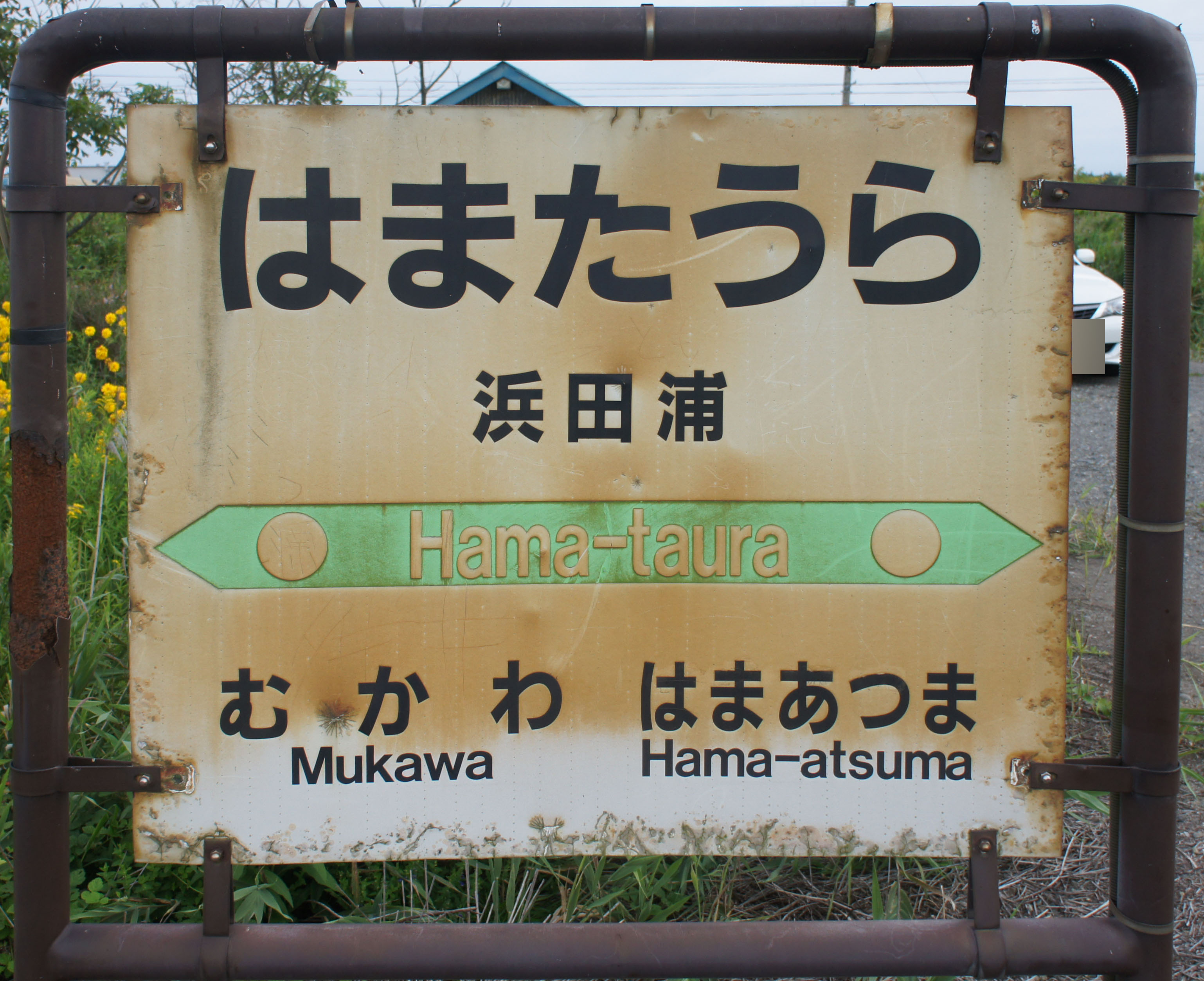
駅名標（2017年8月）

## 利用状況
乗車人員の推移は以下のとおりであった。年間の値のみ判明している年については、当該年度の日数で除した値を括弧書きで1日平均欄に示す。乗降人員のみが判明している場合は、乗車人員と降車人員が同一であると仮定し、2で除算した値を括弧書きで記した。
また、「JR調査」については、当該の年度を最終年とする過去5年間の各調査日における平均である。
| 年度               | 乗車人員 | 乗車人員 | 乗車人員     | 出典       | 備考                                                                    |
| 年度               | 年間     | 1日平均  | JR調査       | 出典       | 備考                                                                    |
| ------------------ | -------- | -------- | ------------ | ---------- | ----------------------------------------------------------------------- |
| 1981年（昭和56年） |          | (2)      |              | [ 10 ]     | 1日乗降人員：4                                                          |
| 1992年（平成04年） |          | (3)      |              | [ 7 ]      | 1日乗降人員：6                                                          |
| 2015年（平成27年） |          |          | 「10名以下」 |            |                                                                         |
| 2016年（平成28年） |          |          | 1.2          | [ JR北 2 ] |                                                                         |
| 2017年（平成29年） |          |          | 1.6          | [ JR北 3 ] |                                                                         |
| 2018年（平成30年） |          |          | 2.4          | [ JR北 4 ] | 北海道胆振東部地震の影響により、8月末に実施された臨時調査の結果を使用。 |
| 2019年（令和元年） |          |          | 2.2          | [ JR北 5 ] |                                                                         |
| 2020年（令和02年） |          |          | 2.4          | [ JR北 6 ] |                                                                         |
| 2021年（令和03年） |          |          | 2.4          | [ JR北 7 ] |                                                                         |
| 2022年（令和04年） |          |          | 2.8          | [ JR北 8 ] | 営業最終年度                                                            |

## 駅周辺
むかわ町と厚真町の境界付近に位置した。
- 国道235号
- 勇払平野
- 大沼
- 長沼
- 入鹿別川 - 入鹿別大橋
- 道南バス「田浦第一」停留所（国道235号線沿い）

## 隣の駅
北海道旅客鉄道（JR北海道）
日高本線
浜厚真駅 - 浜田浦駅 - 鵡川駅

#### JR北海道
1. 1 2  『2023年3月ダイヤ改正について』（PDF）（プレスリリース）北海道旅客鉄道、2022年12月16日、4頁。オリジナルの2022年12月16日時点におけるアーカイブ。2022年12月17日閲覧。
2. ↑  「駅別乗車人員（2016）」（PDF）『線区データ（当社単独では維持することが困難な線区）(地域交通を持続的に維持するために)』、北海道旅客鉄道、10頁、2017年12月8日。オリジナルの2018年8月17日時点におけるアーカイブ。2018年8月17日閲覧。
3. ↑  「日高線（苫小牧・鵡川間）」（PDF）『線区データ（当社単独では維持することが困難な線区）(地域交通を持続的に維持するために)』、北海道旅客鉄道、3頁、2018年7月2日。オリジナルの2018年8月17日時点におけるアーカイブ。2018年8月17日閲覧。
4. ↑  “日高線（苫小牧・鵡川間）” (PDF). 線区データ（当社単独では維持することが困難な線区）(地域交通を持続的に維持するために).   北海道旅客鉄道. p. 3 (2019年10月18日). 2019年10月18日時点のオリジナルよりアーカイブ。2019年10月18日閲覧。
5. ↑  “日高線（苫小牧・鵡川間）” (PDF). 地域交通を持続的に維持するために > 輸送密度200人以上2,000人未満の線区（「黄色」8線区）.   北海道旅客鉄道. p. 3 (2020年10月30日). 2020年11月2日時点のオリジナルよりアーカイブ。2020年11月4日閲覧。
6. ↑  “駅別乗車人員  特定日調査（平日）に基づく”.   北海道旅客鉄道. 2022年8月3日時点のオリジナルよりアーカイブ。2022年8月14日閲覧。
7. ↑  “駅別乗車人員  特定日調査（平日）に基づく”.   北海道旅客鉄道. 2022年9月3日時点のオリジナルよりアーカイブ。2022年9月3日閲覧。
8. ↑  “駅別乗車人員  特定日調査（平日）に基づく”.   北海道旅客鉄道. 2023年11月10日時点のオリジナルよりアーカイブ。2023年11月10日閲覧。